# 戰鬥吧！！伊庫薩1
《戰鬥吧！！伊庫薩1》（戦え!!イクサー1）是阿亂靈在Lemon People雜誌上的的短篇漫画。以及以此為企畫而在1985年到1987年製作並且發售的OVA作品。全3集。
本項目主要是以OVA為中心來介紹。

## 故事大綱
深夜中的都市角落、有個打破寂靜的男人在奔跑著。
拼命奔跑而摔倒的男人臉上出現了不尋常的焦急模樣。那個抬起頭來的男人眼中浮現出一位穿著像是舞蹈衣的戰鬥服、有著長長的尖耳和披風的金髮少女身影。男人向這位女子發出了像是野獸般的叫聲來展現出他的憤怒、並且臉也立刻垮掉而露出了像是章魚或花枝般的身體的怪物之姿、然後朝向少女攻擊。但這個少女只輕輕揮了一下手臂發出強烈的光芒、立刻讓怪物灰飛煙滅而再度寂靜了起來，少女也在不知不覺中消失。
一方面，將視點放在地球的宇宙中、停留著一台巨大隕石型的太空船「克蘇魯之月」。在裡面、有兩個全裸的少女在床上互相交纏著而沉浸在快樂之中。這兩人分別叫作哥巴魯特以及賽比亞。之後兩人眺望著地球並且談笑著而來到克蘇魯之月的中樞部分。
出現在穿扮齊全而來到中樞部分的哥巴魯特面前、是一位身旁有數個手下並且站立其中的人。他的名字叫作拜歐雷特，也是哥巴魯特的上司以及克蘇魯之月的首領。拜歐雷特選擇哥巴魯特擔任巨大機器人・戴洛斯θ的駕駛、並且告訴她之前派到地球的寄生怪物們受到妨礙的消息。
妨礙這群怪物的是深夜中出現在都會裡的少女。拜歐雷特他們稱這名少女為伊庫薩1。她為了讓自己的能力可以完全覺醒而在找尋一名地球人少女。那個少女的名字叫作加納渚。一個生在平凡家庭的普通少女。
拜歐雷特讓怪物來到渚那邊。使她從一開始以為是惡夢、變成注意到時，朋友及父母已經全都變成怪物、自己也對於被寄生而伸出触手的他們感到恐怖和絕望。不過此時伊庫薩1及時趕到而救了她、但因為渚直接面對到過於殘酷的事實而陷入了恐慌狀態而完全聽不到伊庫薩1的話。一方面、從克蘇魯之月感覺到自己使命的哥巴魯特也駕駛戴洛斯θ降臨到地球。
此時，來自宇宙的另一邊的流浪民族克蘇魯正把地球視為自己的目標。

## 登場人物
1（イクサー1）
声 - 山本百合子
主角。過去是守護宇宙流浪民族・克蘇魯而被創造出來的戰士、也是擁有好心腸的人造人。但後來對於被大哥爾頓支配而侵略各地的克蘇魯失望而開始反抗他們。
不但能用自己的力量在空中飛行、也可以在宇宙飛行或是在恆星間航行而能在亞空間中自由自在地出入、行動範圍可說是無限。戰鬥時，兩腕會放出能源彈、還可以使出光劍來戰鬥。同時也能駕駛戰鬥用機器人與巨大敵人戰鬥、這台可以說是自己分身的巨大機器人・伊庫薩會從自分專用的異空間出現、讓她進入機內來戰鬥。
實際上她是拜歐雷特的女兒、與大哥爾頓是雙胞胎的關係。因此讓她在誕生時，體內寄宿著母親的善心（愛好和平的心）。
加納 渚（かのう なぎさ）
声 - 莊真由美
女主角。被1選為搭檔的少女。由於得到渚的力量、讓伊庫薩1可以伊庫薩機器人發揮出超越極限的能力。但因為她被伊庫薩1選中的關係所以讓克蘇魯盯上她而使她失去父母和朋友，所以痛恨伊庫薩1而拒絕戰鬥、但在經歷與小夜子的相遇後發現自己有想要守護的人、最終的選擇與伊庫薩1一起戰鬥。有一度駕駛伊庫薩機器人後、從伊庫薩1那裡得到特殊的服裝與具備有防衛機能的腕輪。
拜歐雷特（サー・バイオレット）
声 - 島本須美、鹽澤兼人
克蘇魯之月的首領。本來是個心地善良的理想的領袖、但因為長期的流浪讓她的內心產生空隙而遭到大哥爾頓侵入，以後就變成遭到邪惡操控的人偶（島本是負責本來的人格、鹽澤是負責被操控的聲音）。
2（イクサー2）
声 - 戶田惠子
由被1打倒而由大哥爾頓創造出來擁有邪惡之心的人造人、擁有著可以不分男女老幼都加以殺害的冷酷個性。自稱為「伊庫薩1的妹妹」、認為自己比伊庫薩1更強、然後她也有可說是自己分身的巨大機器人・伊庫薩Σ。
然後、平野曰：「伊庫薩1是以人造人基凱達來創作、伊庫薩2則是以他的對手ハカイダー來創作」。
哥巴魯特（コバルト）
声 - 江森浩子
克蘇魯戦士。駕駛巨大機器人・戴洛斯θ進行地球侵略作戰、並且被呼應了渚的憤怒而力量全開的伊庫薩機器人所敗而戰死。死後、機体與遺体被克蘇魯回收、她的慘狀使賽比亞因此對伊庫薩1及渚充滿復仇的恨意。
賽比亞（セピア）
声 - 安藤亞里沙
哥巴魯特的戀人（克魯蘇中沒有「男性」的性別）。在哥巴魯特死後、為了復仇而與伊庫薩2合作、但因為內心善良，所以使她無法集中在作事殘酷的伊庫薩2的行動上、最終同樣和哥巴魯特一樣走上死亡的結果。
巨型哥爾頓（ビッグゴールド）
声 - 鹽澤兼人
發出金色光芒而有著紅眼的嬰兒之姿的謎之機械生命体。相對於依煞1則是極度的「惡」。在操控拜歐雷特而支配克蘇魯之月後、將他們化為像是克蘇魯神話般有著奇怪模樣與凶暴性格的怪物而且也企圖藉此侵略其他星球。稱拜歐雷特為母親、則是因為他從拜歐雷特的邪惡之心（克蘇魯之民為了生存會不擇手段）誕生出來的緣故。
小夜子（さよこ）
声 - 渡邊菜生子
與拒絕戰鬥的渚相遇的少女。和渚一起照顧過勞而倒下的母親、但卻親自看到自己的母親遭到寄生而變成怪物、就連自己也在渚的眼前被伊庫薩2駕駛的伊庫薩Σ殺害。但也讓渚因為伊庫薩1所給的腕輪的防衛機能而獲救。
小夜子之母
声 - 土井美加
小夜子的母親。被渚發現時，身體已經相當衰弱、於是被渚所照顧而與她的女兒小夜子三人一起度過一段時間。但之後背後遭到克蘇魯的攻擊而因此被寄生。

## 登場機械
機器人（イクサーロボ）
可說是依煞1分身的巨大機器人。平常都放在自己專用的亞空間內、當伊庫薩1或渚呼應時就會出現。在伊庫薩1駕駛時會連繫上無數的線路而發揮強大的力量、而在渚全裸進入充滿液體的胸部部位時、還能讓力量加倍發揮。
裝甲之下是以生物體機械構成、所以當身負重傷時還會留出像是血液的液體。
主要武器是從兩腕發射的能源光束、從胸部發射的伊庫賽利翁火燄、撕裂攻撃伊庫薩獵刀、從手腕部出現的重擊、還有以全身發射出來的伊庫薩光環。伊庫薩1自己也能發射出依煞光束。
在漫画『黃金戰士 ICZER-ONE』中，則是表明原來不是伊庫薩1的專用機、而是來自維珠阿星球。
身高38公尺、体重150噸，並且其模樣是以誰都不會注意到的女性機器人為原型。
Σ（イクサーΣ）
可說是2分身的巨大機器人。攻擊方式比伊庫薩機器人更加銳利、能力也在它之上。並且在賽比亞跟著進入駕駛後，還可以讓力量提升…。
披著披風、不但能使用光束還可以使用金屬球進行遠距離攻擊。
身高比機器人矮。
戴洛斯θ（ディロスθ）
哥巴魯特進行地球侵略作戰時，駕駛的巨大機器人。雖然地球防衛軍完全不是它的對手、不過卻不敵渚的伊庫薩機器人、而被她憤怒的鐵拳攻擊駕駛艙而戰死。
武器是胸口的3連装光束砲、戴洛斯光束。之後的系列作中還有多台沿生機種登場。
身高40公尺、体重220噸。臉上有心型的圖樣。
富士壱號（ふじいちごう）
富士弐號（ふじにごう）
FJ-III（エフジェイスリー）
以上3台為地球防衛軍的戦艦。雖然有相當的戰鬥力、不過在克蘇魯面前卻是毫無招架之力。
順便一題，地球防衛軍還有各種兵器、裡面有大部分是向日本特攝電影的致敬。
代表艦長是、極東支部的黑川上校（声 - 内海賢二）。

## OVA

### 製作人員
原案 - 平野俊貴、阿亂靈
- 監督、劇本、角色設定 - 平野俊弘
- 分鏡 - 平野俊弘、西森明良（Act.I）
- 導演 - 西森明良（Act.I）、岡本達也（Act.II）
- 機械設定 - 本猪木浩明、荒牧伸志（Act.II、III）、大張正己（Act.II、III）
- 怪物設定 - わたなべぢゅんいち
- 作画監督 - 平野俊弘（Act.I）、大上浩明（Act.I）、垣野内成美（Act.II、III）、大張正己（Act.II、III）
- 顏色指定 - 金丸ゆう子
- 美術監督 - 中村靖（Act.I）、荒井和浩（Act.II、III）
- 音響監督 - 本田保則
- 音樂 - 渡辺宙明
- 製作人 - 三浦亨
- 制作 - AIC
- 製作 - L・Pビデオ

### 主題曲
「戰鬥吧！！1」（第1集）
作詞：岡田冨美子，作曲、編曲：渡邊宙明，主唱：柿澤美貴，發行：東芝EMI・Youmex
「NEVER RUN AWAY」（第2集）
作詞：岡田冨美子，作曲、編曲：渡邊宙明，主唱：楠木勇有行，發行：東芝EMI・Youmex
「永遠的1」（第3集）
作詞：岡田冨美子，作曲、編曲：渡邊宙明，主唱：柿澤美貴，發行：東芝EMI・Youmex

### 各集標題
| 卷數  | 日文標題 | 中文標題                       |
| ----- | -------- | ------------------------------ |
| 第1卷 |          | 戰鬥吧！！1 Act.I              |
| 第2卷 |          | 戰鬥吧！！1 Act.II 依煞Σ的挑戰 |
| 第3卷 |          | 戰鬥吧！！1 Act.III 完結篇     |

## 關連商品
- 戰鬥吧！！1 ACT.I（1985年10月19日發售）
- 戰鬥吧！！1 ACT.II 伊庫薩Σ的挑戦（1986年7月23日發售）
- 戰鬥吧！！1 ACT.III 完結編（1987年3月4日發售）

之後各集也有發售特價版

### 遊戲軟體
本作並沒有直接遊戲化，而是由2010年11月25日發售的NDS用遊戲『超級機器人大戰L』將本作和續作收納其中，而由本作和『冒險！3』中登場的的角色及機體一起出現。並且還依據動畫而加入了幾個原作的事件。然後本作中，也有克魯蘇與大哥爾頓是同樣的機械生命體、而且與『獸裝機攻』的敵人月球維爾聯手合作、最終決戰中使用哥巴魯特的戴洛斯θ的殘骸所附著的細胞培養出來的擬態獸等充滿許多跨界作品的要素。

## 關連作品
冒險！3
續集。以本編的未來世界作為舞台。
戰ー少女伊庫賽利翁
以霞渚為主角的延伸作品。渚能直接變身而戰鬥。

## 備註
1. ↑  動畫版本篇沒有明確的描述、被伊庫薩1選中的理由，是因為她體內有一半就是讓大哥爾頓可以誕生的人類的緣故並且由小說版加以補充。
2. ↑  動畫版本篇沒有明確的描述、不過他認為自己是由渚的祖先創造出來而擁有身為其子孫意志的機械並且由小說版補充。
3. ↑  來自『デイドリーム』的SD動畫。

## 外部連結
- 戰鬥吧！！1
- 戰鬥吧！！1／竜世紀　コンプリート・コレクション＜ツイン・パック＞